# Bathmocercus
A Bathmocercus a madarak osztályának verébalakúak (Passeriformes) rendjébe és a szuharbújófélék (Cisticolidae) családjába tartozó nem.

## Rendszerezés
A nembe az alábbi 2 faj tartozik:
- rozsdáshasú rókaposzáta (Bathmocercus cerviniventris)
- szürkehasú rókaposzáta (Bathmocercus rufus)